# Un monde sans copyright... et sans monopole
 (avril 2023).
Un monde sans copyright... et sans monopole est un livre sous licence libre (domaine public, CC0) écrit par Joost Smiers et Marieke van Schijndel et publié en 2009 par l'association Framasoft, à Paris, France.

## Présentation
Originellement écrit en néerlandais avec le titre en anglais Imagine there is no copyright..., ce livre fut traduit en français en 2010, à la suite de sa sélection en juillet 2010 aux Rencontres Mondiales du Logiciel Libre de Bordeaux. La traduction fut effectuée par une équipe de traducteurs bénévoles du projet framalang, et publiée en 2011 sous l'égide de l'association éditrice Framasoft.
Smiers et Schijndel se focalisent ici sur la généralisation de modèles de partage et de redistribution libre (par exemple: CC by, tel que l'encyclopédie Wikipédia) dans le marché des Arts. 
Ils font le constat que le modèle privatif du droit d'auteur tel qu'il est conçu et influencé depuis le XIXe siècle est un système relativement récent historiquement, mais déjà archaïque car il n'est pas soutenable à long terme. Ils donnent également des preuves qu'il n'est pas non plus bénéfique ni pour les artistes, ni pour l'ensemble de la société qui se trouve ainsi privée de la jouissance de la plupart des œuvres existantes ou ayant existé. 
Selon les auteurs, cette privation par privatisation entraîne un certain retard de développement d'une société car, n'ayant pas pu accéder à toutes les sources de connaissance et d'imagination, elle se développe moins rapidement et de façon plus restreinte.
Selon le livre, l'aliénation du savoir et de l'invention culturelle par l'industrie (privée) est aussi une source de lacunes systémiques (économiques, sociales, politiques, etc.) pour des pays ou sociétés dépendants d'autres pays où sont dictées les conditions du partage de l'Art dans le monde, pays dans lesquels sont créés et maintenus les droits d'auteurs (mais aussi les conditions internationales — juridiques et techniques — du partage des idées, notamment dans les sciences).

## Argumentaire

### Constat
Dès sa préface, les auteurs font le constat: « Il est difficile de remettre en question la situation actuelle des marchés culturels, complètement dominés par de — trop — grandes entreprises. Certes, il s'agit d'un héritage du néolibéralisme, mais le prix que nous avons encore récemment payé pour les maux causés par cette idéologie confirme, à l'évidence, que nous devons la dépasser. »

### Économie
Le chapitre « Quelques éléments contre le droit d'auteur » donne un aperçu de l'ampleur économique du problème soulevé par Smiers et Schijndel.
Pour les producteurs d'Art: « La recherche a démontré qu’environ 10% des revenus engendrés par les droits d’auteur vont à 90% des artistes, ce qui signifie donc également que 90% des revenus vont à 10% des artistes. Martin Kretschmer et Friedemann Kawohl ont ainsi observé que de tels marchés où le gagnant rafle tout sont la norme dans la plupart des industries culturelles »
Ce modèle semble être généralisé à toutes les formes d'Art, ainsi en musique, le British Gowers sur les droits de propriété intellectuelle tire cette conclusion en 2006 : « en moyenne, les musiciens perçoivent un très faible pourcentage des royalties issues de leurs enregistrements. »

### Société et communication
Le chapitre 2 (« Alternatives insatisfaisantes et pires ») aborde rapidement la question d'alternatives non-souhaitable au droit d'auteur actuel. 
Smiers et Schijndel abordent notamment le point de sociétés dites traditionnelles et de la protection de leur patrimoine culturel du « pillage » de ce droit d'auteur occidental. Ils mentionnent la volonté de certains penseurs traditionnels d'ajouter une variante collective à la propriété intellectuelle individualiste actuelle. Ce point ne supprimerait nullement l'intérêt du droit d'auteur « occidental » pour de grands groupes industriels.
Une autre voie évoquée est celle de l'impôt et de la redistribution. Alors que cette optique peut concourir à une simplification théorique du droit d'auteur et à une meilleure distribution des ressources financières entre artistes, de nombreux critiques soulignent la manière dont de telles dispositions fonctionnent déjà dans certains pays et leur tendance bureaucratiques, pouvant occasionner des frais de fonctionnement excessifs.
Une autre variation non satisfaisante du droit d'auteur consisterait en une règlementation basée sur le droit contractuel, de sorte que le système actuel devienne moins important voire disparaisse. L'utilisateur d'une œuvre se voit proposé un contrat stipulant de quelle manière l'œuvre peut être utilisée, au cas par cas (cf. la logique des Communs créatifs d'un côté et celle de l'industrie de l'autre, chacun ayant adopté en grande partie cette logique contractuelle à des fins diverses). L'intention, dans ce cas, étant qu'un système de gestion des droits numériques imposerait l'adhésion de tous, artistes-producteurs comme public, à la longue.

### Comparaison avec Creative Commons
Dans le chapitre Alternatives insatisfaisantes et pires, il est dédié un passage sur la licence CC. 
Bien que les auteurs présentent les quelques avantages liés à l'utilisation de cette licence, ce type de contrat entre l'utilisateur et le(s) producteur(s) de contenu est présenté comme faisant toujours partie d'un système privatif de droit d'auteur. Car ce mécanisme se base principalement sur les lois nationales et internationales et n'a pas de statut juridique supérieur à elles.
Ainsi, dans leur recherche d'un modèle théorique qui satisferait le librisme et les producteurs professionnels de contenu artistique, les auteurs formulent des critiques notables envers le modèle Créative Commons (CC). Le CC tel que pensé actuellement dans un système mondialisé du droit d'auteur et dépendant d'une législation géographiquement limitée, est remis en cause par quatre citations notables du livre :
- « Tout d'abord, Creative Commons ne donne aucune indication sur la façon dont une vaste diversité d'artistes à travers le monde, leurs producteurs et ceux qui publient leurs œuvres peuvent gagner des revenus raisonnables. »[5] ;
- « Une seconde objection aux approches de type Creative Commons : elles ne remettent pas fondamentalement en question le système du droit d'auteur. Quoi que l'on puisse en dire, les licences Creative Commons donnent à l'auteur un titre de propriété et une forme de contrôle de l'œuvre. »[6] ;
- « Une troisième objection, assez essentielle, rappelle qu'il s'agit d'un agrégat de volontés. Les conglomérats culturels, qui font travailler de larges portions de notre héritage culturel passé et présent, n'y participeront pas. Cela dévalorise et limite la séduisante idée des Creative Commons. »[6] ;
- « Finalement, il faut bien dire que la licence Creative Commons ne fournit pas de réponse adéquate aux objections que nous avons formulées contre le droit d'auteur dans le chapitre précédent. Pour Creative Commons et son premier défenseur, Lawrence Lessig, la propriété du matériel artistique est une vache sacrée à laquelle on ne peut toucher. »[6].

En conclusion à ce chapitre, les auteurs soulignent que cette tentative d'adaptation du droit d'auteur au XXIe siècle a trouvé là ses limites et qu'elle ne peut constituer d'alternative ni de réponse appropriée aux problèmes fondamentaux et aux pratiques liées au système du droit d'auteur (exposées dans le chapitre 1). Ils proposent de trouver une meilleure voie dans un marché qui ne soit gouverné ni dominé par aucun organisme, aucune personne ni industrie particulière. Comme cela se fait déjà à l'échelle d'éditeurs individuels (Framabook, Framalang, EnVenteLibre, etc.), cela signifie qu'il n'y a pas de place pour le droit d'auteur, mais pas de place non plus pour une quelconque entreprise culturelle dominante.

## Application à d'autres formes de la propriété intellectuelle
En guise de conclusion, les auteurs questionnent si une suppression bénéfique du « droit d'auteur » tel que mentionné dans le secteur de la culture, pourrait véritablement s'appliquer à d'autres domaines du génie humain. Notamment le développement informatique et la recherche scientifique. À titre d'exemples, ils citent le domaine du développement du logiciel libre qui, tout en assurant des revenus à de nombreux développeurs et entreprises de développement, contribue à renforcer la collaboration ouverte entre un maximum de personnes pour une meilleure fiabilité des produits ainsi créés. 
« Un autre exemple séduisant est la façon dont l'industrie de la mode néglige presque entièrement la question du droit d'auteur. La lutte contre les contrefaçons est un combat sans espoir. »
Les brevets y sont également associés à un système de propriété intellectuelle archaïsant: « Pour les pays pauvres, le système dominant des brevets est encore plus défavorable. La plupart des ressources intellectuelles dont ils ont besoin pour se développer sont aux mains de détenteurs de brevets situés dans les pays industrialisés. »

## Pages liées
- Licence ouverte
- Licence de libre diffusion
- Licence CC0